# Gaston Van Tichelt
Gaston Van Tichelt (Ekeren, 8 april 1971) is een Belgisch politicus voor de CD&V. Hij werd burgemeester van Essen. 

## Levensloop
Van Tichelt doorliep zijn secundaire school aan het College van het Eucharistisch Hart te Essen. Vervolgens studeerde hij Rechten aan de Universiteit Antwerpen, alwaar hij in 1994 afstudeerde. 
Hierop aansluitend ging hij aan de slag als attaché op het kabinet van toenmalig Vlaams minister van Binnenlandse Aangelegenheden, Welzijn en Gezin Wivina Demeester, een functie die hij uitoefende tot 1999. Van 1999 tot 2004 was hij medewerker van de CVP/CD&V-fractie in het Vlaams Parlement. In 2004 werd hij raadgever op het kabinet van Vlaams minister van Welzijn, Volksgezondheid en Gezin Inge Vervotte, een functie die hij uitoefende tot zijn aanstelling als burgemeester van Essen in 2007. Hij bleef burgemeester tot eind 2024 en verliet toen de actieve politiek om aan de slag te gaan als advocaat.
In oktober 2011 kwam hij in de media door zich te laten registreren als orgaandonor in het kader van Werelddonordag.